# Noordpeene
Noordpeene är en kommun i departementet Nord i regionen Hauts-de-France i norra Frankrike. Kommunen ligger i kantonen Cassel som tillhör arrondissementet Dunkerque. År 2022 hade Noordpeene 812 invånare.

## Befolkningsutveckling
Antalet invånare i kommunen Noordpeene
| Referens: INSEE |